# Because of You (singel Kelly Clarkson)
Because of You – trzeci w Europie (czwarty w Stanach Zjednoczonych) singel amerykańskiej piosenkarki Kelly Clarkson z jej drugiego studyjnego albumu Breakaway (2004). Wyprodukowany przez Davida Hodgesa i Bena Moodyʼego (Evanescence) singel został wydany 16 sierpnia 2005 w formacie CD i Digital download. W 2007 roku artystka ponownie nagrała piosenkę, tym razem z udziałem swej przyjaciółki, legendy country Reby McEntrie. Utwór ten został umieszczony na albumie gwiazdy country Reba: Duets.

## Tło
Clarkson napisała tekst „Because of You” gdy miała 16 lat, chcąc poradzić sobie z emocjami jakie przeżywała przez rozwód rodziców. Chciała, aby piosenka znalazła się na jej debiutanckim albumie Thankful (2003), ale wytwórnia płytowa odrzuciła propozycje. Następnie dopracowała nagranie z Hodgesem i Moodym, po czym z powodzeniem przekonała RCA do umieszczenia utworu na krążku „Breakaway”.
Tekst piosenki mówi o złej relacji pomiędzy piosenkarką a jej ojcem. Utwór rozpoczyna się melancholijnym brzmieniem fortepianu i spokojnym, wręcz delikatnym wokalem Clarkson. W refrenie słychać gitarę i śpiew Kelly, który w połowie utworu, staje się coraz bardziej emocjonalny i trwa prawie do samego końca.

## Osiągnięcia
„Because of You” otrzymało pozytywne recenzje ze strony krytyków muzycznych, którzy chwalili wyrazisty tekst piosenki, jej aranżację oraz wokal. Utwór zadebiutował na 7. miejscu Billboard Hot 100 a cyfrowa sprzedaż singla, który okrył się platyną, wyniosła 2 mln w Stanach Zjednoczonych. Jest jednocześnie największym sukcesem artystki w Europie gdzie zajął 1. miejsce w rankingu European Hot 100 Singles. Dotarł do pierwszego miejsca w czterech krajach; Brazylii, Holandii, Danii i Szwajcarii i jednocześnie znalazł się w pierwszej dziesiątce w siedmiu; Australii, Austrii, Belgii, Niemczech, na Węgrzech, Irlandii i Wielkiej Brytanii.
W 2007 piosenka została nagrana przez artystkę country – Rebę McEntire w duecie z Clarkson. Ta wersja dotarła do 36. miejsca na Canadian Hot 100.
Utwór był wielokrotnie coverowany m.in. przez finalistę British Got Talent Ronana Parke. Został wykorzystany na ścieżce dźwiękowej brazylijskiej telenoweli Belissima. Kelly wielokrotnie wykonywała piosenkę na żywo podczas trasy My December Tour i All I Ever Wanted Tour.

## Teledysk
Wideoklip do piosenki wyreżyserował Vadim Perelman. Clarkson osobiście stworzyła jego scenariusz, chcąc odzwierciedlić ból który odczuwała z powodu rozstania rodziców. Teledysk przedstawia Kelly awanturującą się z mężem na oczach córki. W klipie pokazane są także retrospekcje gdy Kelly była małą dziewczynką i co odczuwała gdy jej rodzice się kłócili. Pod koniec klipu zdaje sobie sprawę, że powtarza błąd rodziców. Po wszystkim godzi się z mężem i przytula córkę.
Podczas MTV Music Awards 2006, wideoklip zdobył nagrodę w kategorii Najlepszy kobiecy teledysk.

## Lista utworów
CD single
1. "Because of You" (album version) – 3:39
2. "Since U Been Gone" (Napster Live) – 3:21
3. "Because of You" (Jason Nevins Radio Edit) – 3:58
4. "Because of You" – 3:39

Dance Vault Mixes
1. "Because of You" (Jason Nevins radio) – 3:40
2. "Because of You" (Jason Nevins Club Mix) – 6:24
3. "Because of You" (Jason Nevins Club With Intro Breakdown) – 6:22
4. "Because of You" (Jason Nevins Dub) – 7:53
5. "Because of You" (Jason Nevins Club Instrumental) – 6:24
6. "Because of You" (Jason Nevins Radio Instrumental) – 3:58
7. "Because of You" (Jason Nevins Remix - Acoustic Version without Strings) – 3:51
8. "Because of You" (Jason Nevins Acoustic) – 3:50
9. "Because of You" (Jason Nevins Acapella) – 3:54

Remixes CD single
1. "Because of You" (Bermudez & Griffin Radio Mix) – 4:04
2. "Because of You" (Bermudez & Griffin Club Mix) – 7:35
3. "Because of You" (Bermudez & Griffin Ultimix) – 5:23
4. "Because of You" (Bermudez & Griffin Tribe-a-Pella) – 5:24
5. "Because of You" (Bermudez & Griffin Club Mix Instrumental) – 7:35
6. "Because of You" (Bermudez & Griffin Ultimix Instrumental) – 5:23
7. "Because of You" (Bermudez & Griffin Bonus Beats) – 3:36
8. "Because of You" (Bermudez & Griffin Radio Mix Instrumental) – 4:01
9. "Because of You" – 3:40